# Eulaema chocoana
Eulaema chocoana là một loài Hymenoptera trong họ Apidae. Loài này được Ospina-Torres & Sandino-Franco mô tả khoa học năm 1997.